# Alessandra di Danimarca
Alexandra Carolina Marie Charlotte Louise Julia di Slesvig-Holsten-Sønderborg-Lyksborg (Copenaghen, 1º dicembre 1844 – Sandringham, 20 novembre 1925) italianizzata in Alessandra di Danimarca, fu moglie di Edoardo VII e nuora della regina Vittoria; principessa del Galles dal 1863, nel 1901 divenne regina del Regno Unito e imperatrice d'India; alla morte di Edoardo VII e con l'ascesa al trono del loro secondo figlio come Giorgio V divenne regina madre e fu comunemente chiamata Sua Maestà, la regina Alessandra.

## Biografia

### Infanzia e giovinezza
La principessa Alexandra Caroline Marie Charlotte Louise Julia, detta Alix nell'ambito familiare, nacque nel Palazzo Giallo, edificio del XVIII secolo adiacente ad Amalienborg nel complesso reale di Copenaghen.
Suo padre era il principe Cristiano e sua madre la principessa Luisa d'Assia-Kassel.
Nonostante le ascendenze nobiliari, la sua famiglia viveva un'esistenza relativamente normale: vantava infatti entrate di circa 800 sterline dovute a un precedente incarico militare di Cristiano, e l'abitazione dove viveva era concessa in usufrutto gratuito senza canone di locazione.
Lo scrittore Hans Christian Andersen era uso essere invitato a casa per raccontare fiabe ai bambini di casa prima che andassero a letto.

Nel 1848 il re Cristiano VIII di Danimarca morì e gli succedette l'unico figlio Federico VII, il quale aveva già due matrimoni alle spalle, ma era senza figli; ciò significava che il principe Cristiano di Schleswig-Holstein-Sonderburg-Glücksburg, discendente di un cugino del re, poteva essere l'erede al trono di Danimarca e dello Schleswig-Holstein. In Holstein la legge salica impediva la successione tramite linea femminile, mentre in Danimarca non c'era distinzione; l'Holstein, essendo prevalentemente tedesco, si proclamò indipendente e chiamò in aiuto la Prussia. Nel 1852 le grandi potenze tennero una conferenza a Londra per discutere della successione danese: le condizioni di pace prevedevano la nomina del principe Cristiano a successore di Federico VII, a discapito delle rivendicazioni degli altri pretendenti, fra i quali vi erano la suocera di Cristiano e suo cognato.

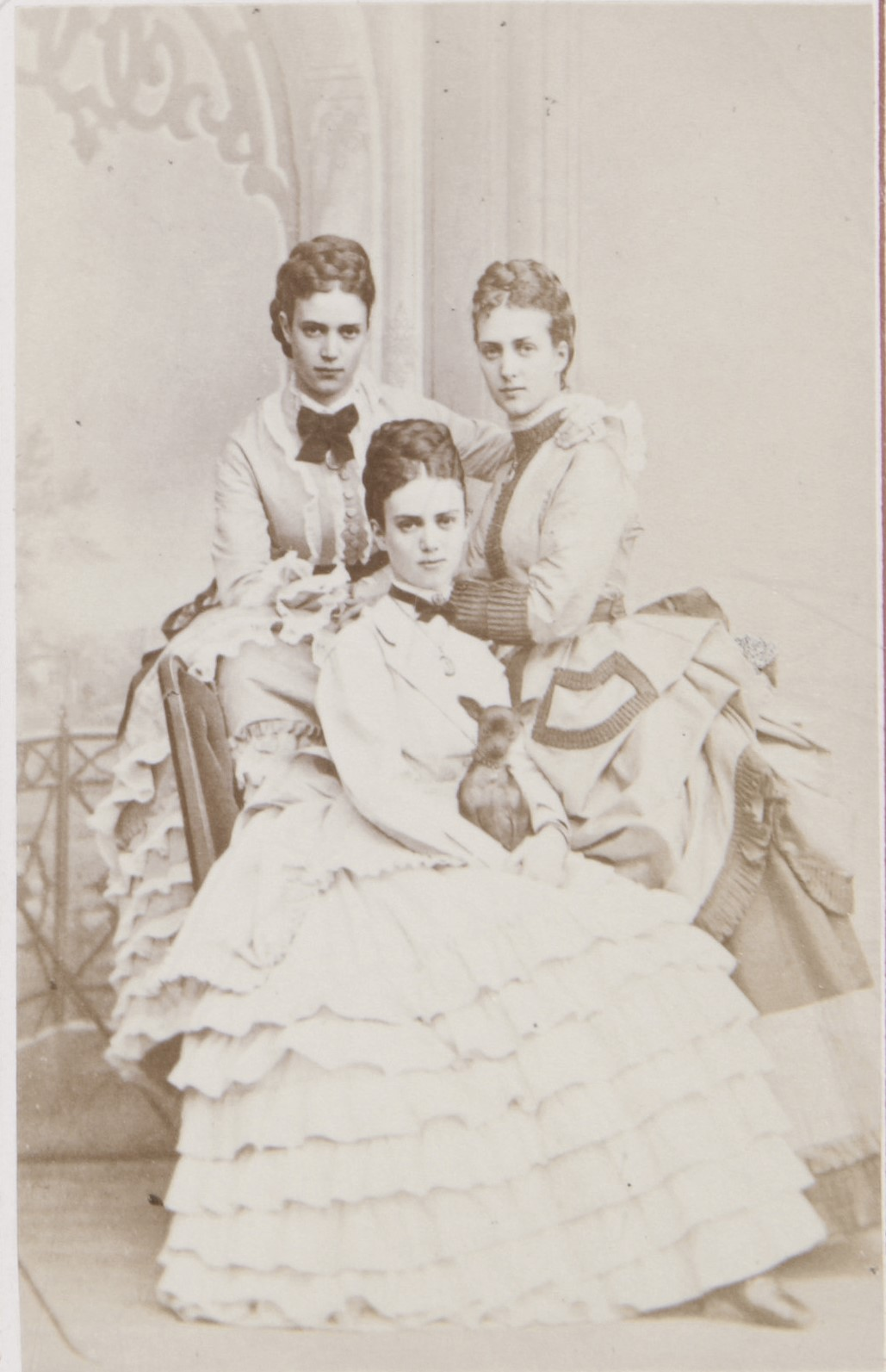
Alessandra assieme alle due sorelle minori, le principesse Dagmar e Thyra.

Cristiano ottenne dunque il titolo di principe di Danimarca e con la famiglia si trasferì nella residenza ufficiale di Palazzo Bernstorff. Sebbene lo status della famiglia si fosse alzato, ci fu solo un piccolo incremento nella rendita e Cristiano e i suoi non parteciparono alla vita di corte a Copenaghen, poiché non desideravano incontrare la terza moglie di Federico, un tempo sua amante, Louise Rasmussen, che aveva un figlio illegittimo, nato da una precedente relazione. Nella nuova dimora Alessandra occupava un aerato attico insieme alla sorella Dagmar, futura zarina di Russia, si cuciva da sola gli abiti e serviva a tavola le sue sorelle. A Bernstorff Alessandra stava diventando una donna: imparava l'inglese dal suo cappellano a Copenaghen e fu cresimata a Christiansborg. nella confessione luterna della chiesa danese. Alessandra dopo la conversione a seguito del matrimonio fu devota per tutta il resto della vita ai precetti dell'Alta chiesa anglicana.

### Matrimonio

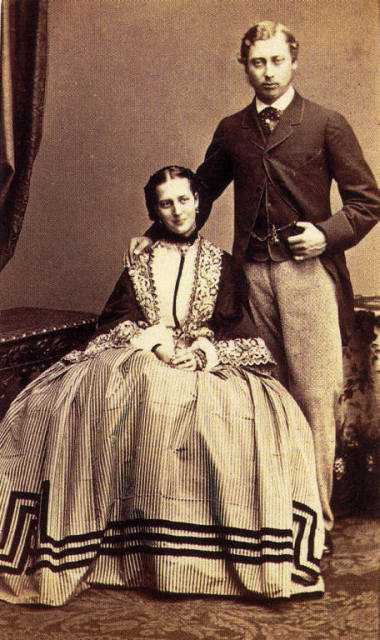
Alessandra con il suo promesso coniuge Edoardo del Galles in una foto del 1862

La regina Vittoria e il principe consorte Alberto erano preoccupati nel trovare una sposa al figlio ed erede Edoardo Alberto, principe del Galles, e chiesero aiuto a una delle loro figlie, Vittoria, principessa ereditaria di Prussia. Inizialmente Alessandra non fu la loro prima scelta, poiché i danesi erano in disaccordo con i prussiani sulla questione dello Schleswig-Holstein e la famiglia reale britannica aveva maggiori relazioni con l'ambiente tedesco. Alla fine, però, dopo aver respinto altre possibilità, la loro scelta cadde sulla principessa Alessandra, dalle nobili origini e di stirpe reale, ritenuta «l'unica che può essere scelta».
Il 24 settembre 1861 la principessa Vittoria presentò ufficialmente Alessandra al principe Edoardo a Spira, ma fu quasi un anno dopo, il 9 settembre 1862, dopo la morte di suo padre, che Edoardo chiese ufficialmente in sposa Alessandra al castello di Laeken, residenza di suo zio, il re Leopoldo I del Belgio.
Pochi mesi dopo, Alessandra si mise in viaggio dalla Danimarca verso l'Inghilterra a bordo della nave reale HMY Victoria and Albert e arrivò a Gravesend, nel Kent, il 7 marzo 1863. Sir Arthur Sullivan compose della musica per il suo arrivo e Alfred Tennyson scrisse un'ode in suo onore:
La coppia venne sposata tre giorni dopo, nella cappella di San Giorgio a Windsor, da Thomas Longley, arcivescovo di Canterbury. In quei giorni la corte era ancora in lutto per il principe Alberto e il vestiario delle dame era dunque ristretto al grigio, lilla e malva. La coppia trascorse la luna di miele a Osborne House, sull'isola di Wight.
L'anno seguente il padre di Alessandra divenne re di Danimarca, il fratello Giorgio divenne re di Grecia e sua sorella Dagmar venne fidanzata allo zarevic di Russia. L'ascesa al trono di suo padre causò un peggioramento delle relazioni tra Danimarca e Schleswig-Holstein, scoppiò la Seconda guerra dello Schleswig e la Confederazione germanica invase i territori danesi, tanto che la Danimarca ne uscì sconfitta, con la riduzione a due quinti delle proprie terre. Con grande irritazione della regina Vittoria e della principessa di Prussia, il principe Edoardo e Alessandra sostennero i danesi durante la guerra. La conquista delle terre danesi da parte della Prussia aumentò la profonda avversione di Alessandra nei confronti dei tedeschi, un sentimento che l'accompagnò per il resto della sua vita.
Il primo figlio di Alessandra, Alberto Vittorio, era nato prematuro di due mesi nel 1864 e a lui seguirono altri cinque figli, tra maschi e femmine.
La principessa era estremamente dedita ai suoi figli: «Era felicissima quando poteva correre alla nursery, indossare un grembiule di flanella, lavare da sola i suoi figli e vederli addormentarsi nei loro lettini», disse Mrs. Blackburn, la capo-infermiera reale. In pubblico Alessandra era dignitosa e affascinante, in privato affettuosa e allegra. La divertivano molte attività sociali, fra le quali la danza e il pattinare sul ghiaccio, ed era anche un'esperta cavallerizza e guidava il tandem. Le piaceva anche cacciare, con grande costernazione della regina Vittoria, che inutilmente le chiese di smettere. Anche dopo la nascita del primo figlio, continuò le sue attività ancor più intensamente di prima e ciò portò ad una frattura tra la regina e la giovane coppia, aumentata dalla ripugnanza di Alessandra nei confronti dei tedeschi e dalla parzialità di Vittoria nei loro confronti. Apparentemente tutti i bambini di Alessandra nacquero prematuri: poiché ella non voleva che la regina Vittoria fosse presente ai suoi parti, ingannava deliberatamente la suocera sulle sue probabili date di parto. Durante il terzo parto, nel 1867, le complicazioni aggiunte a una febbre reumatica misero a rischio la sua vita, lasciandole per sempre un'andatura zoppicante.

### Principessa del Galles e Regina

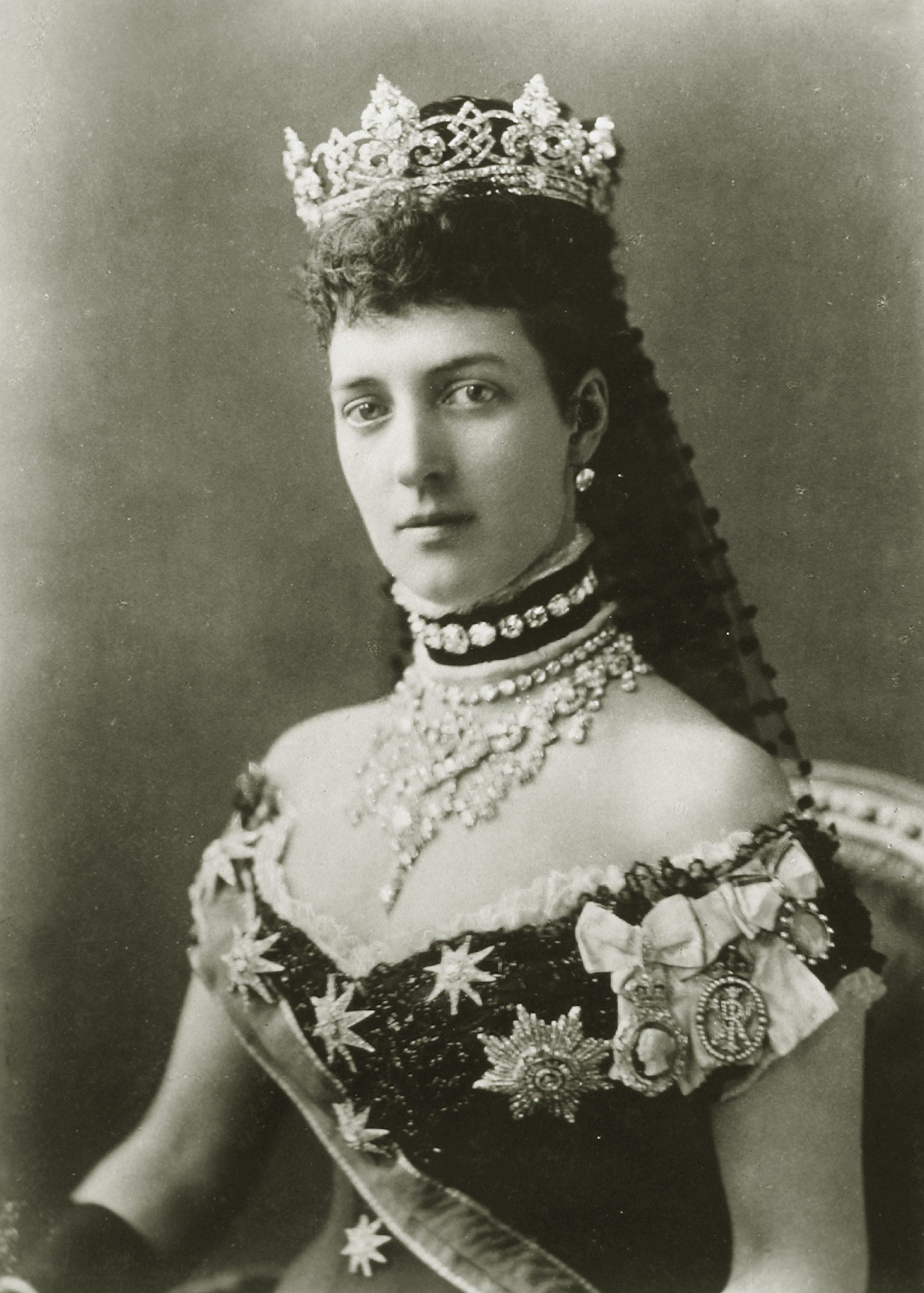
Alessandra di Danimarca, Principessa del Galles

La coppia fece un viaggio di sei mesi visitando l'Austria, la Spagna, la Grecia e l'Egitto tra il 1868 e il 1869. Arrivarono anche in Turchia, dove Alessandra fu la prima donna a sedere a tavola con il sultano Abdul Aziz.
Edoardo VII, quando salì al trono nel 1901, insignì la moglie dell'Ordine della Giarrettiera, che fino ad allora era riservato ai soli uomini, eccezion fatta per i sovrani donna come le regine Elisabetta I d'Inghilterra, Anna di Gran Bretagna e Vittoria del Regno Unito. La consuetudine fu confermata poi da Giorgio V, che diede l'Ordine alla moglie Maria e, successivamente, Giorgio VI alla consorte Elizabeth Bowes-Lyon. Durante la vita di Alessandra, alcuni monarchi furono per la prima volta degradati ed espulsi dall'Ordine: gli imperatori Guglielmo II di Germania e Francesco Giuseppe I d'Austria furono espulsi nel 1915 quando i loro imperi mossero guerra all'Inghilterra.

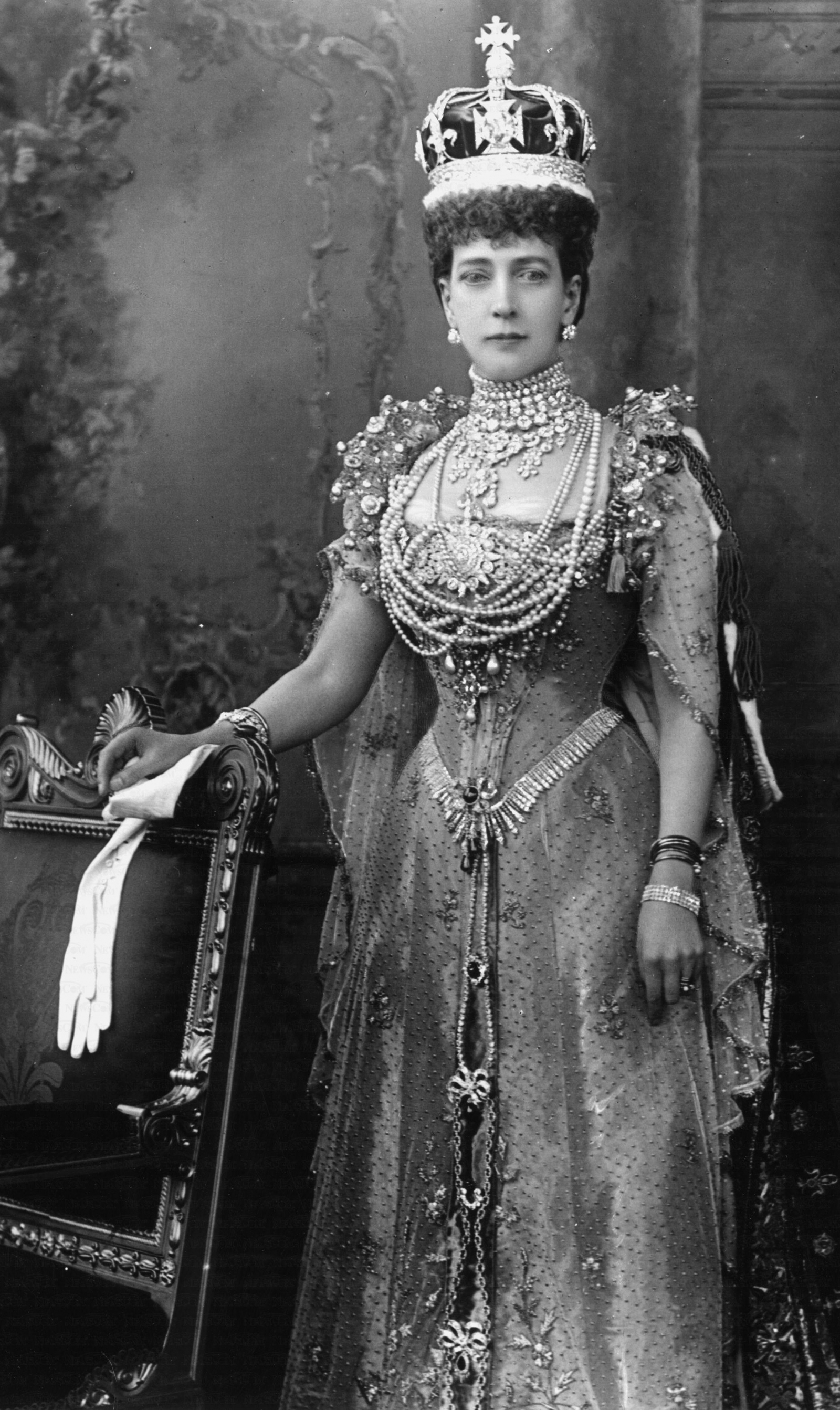
La regina Alexandra indossa la sua corona e l'abito dell'incoronazione, 1902

Sia come regina dal 1901 al 1910 sia come regina madre poi, fu molto amata dal popolo britannico. Nel 1912, in occasione del 50º anniversario del suo arrivo in Inghilterra, indisse l'Alexandra Rose Day, giorno dedicato alla vendita a Londra di rose artificiali fatte da disabili, il cui ricavato veniva devoluto in opere caritatevoli. Ancora oggi esiste ed è patrocinato dalla principessa Alessandra di Kent, una sua bis-nipote.

### Ultimi anni e morte

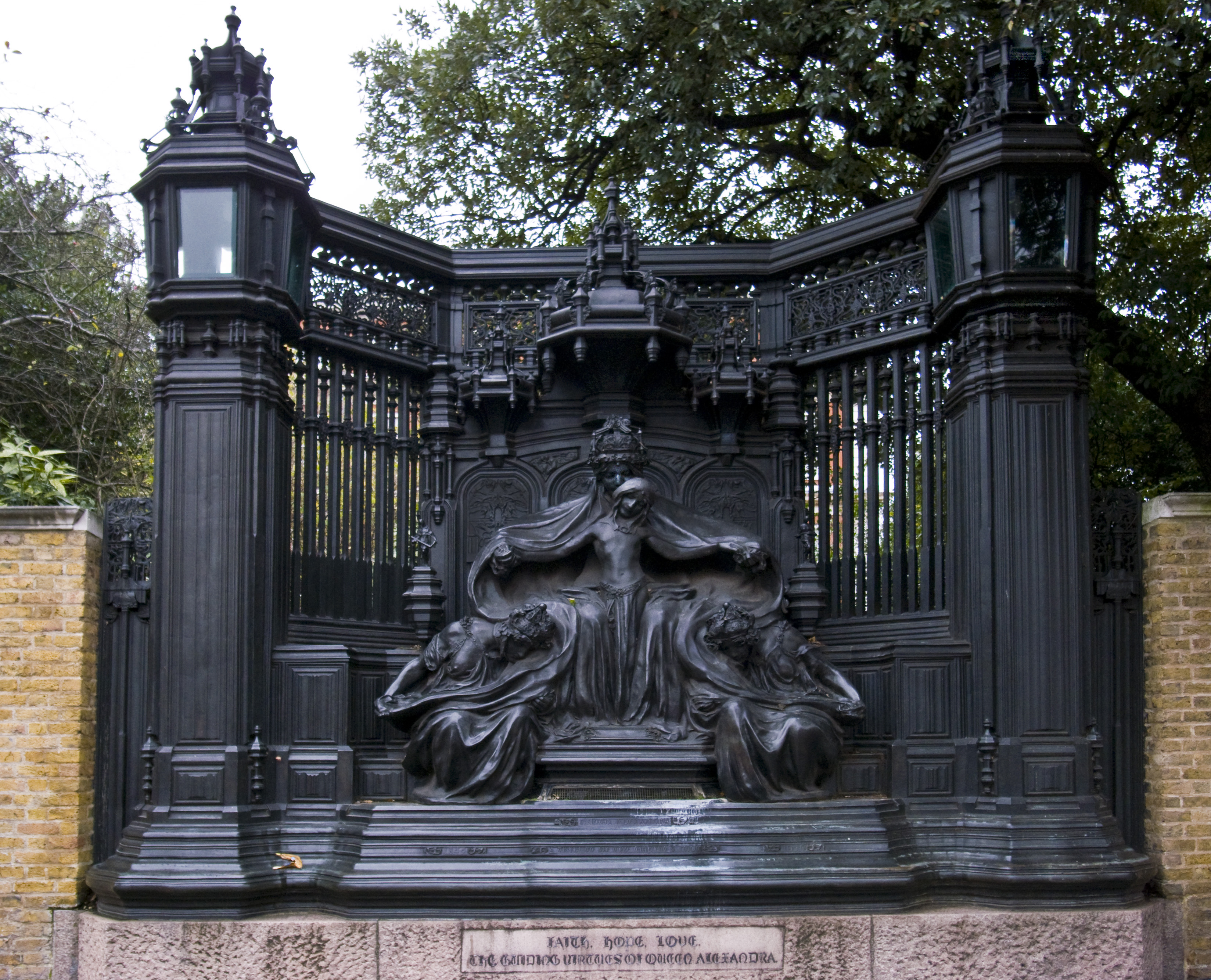
Memoriale della regina Alessandra in Marlborough Road, a Londra

Nel 1919 fu raggiunta dalla sorella Dagmar, fuggita dalla Russia dopo la rivoluzione bolscevica che aveva portato alla morte di suo figlio, lo zar Nicola II, e della sua famiglia.
Il 20 novembre 1925 morì per un attacco di cuore a Sandringham e fu tumulata a Windsor, accanto al marito.
Per la sua benevolenza, le sono state dedicate diverse opere: l'Alessandra Palace, il Teatro Reale Alessandra a Toronto, il Ponte Regina Alessandra a Sunderland. Si ritiene che la squadra di calcio, fondata nel 1877, Crewe Alexandra F.C. porti il suo nome.

## Nei media
A lei è dedicata l'opera La fanciulla del West di Giacomo Puccini.
È stata rappresentata in televisione, sulla BBC, nel 1975 da Helen Ryan nello sceneggiato Edoardo VII principe di Galles e nel 1999 da Maggie Smith nel film All the King's Men. Nel 2003 Bibi Andersson la interpreta nella miniserie The Lost Prince.

## Discendenza

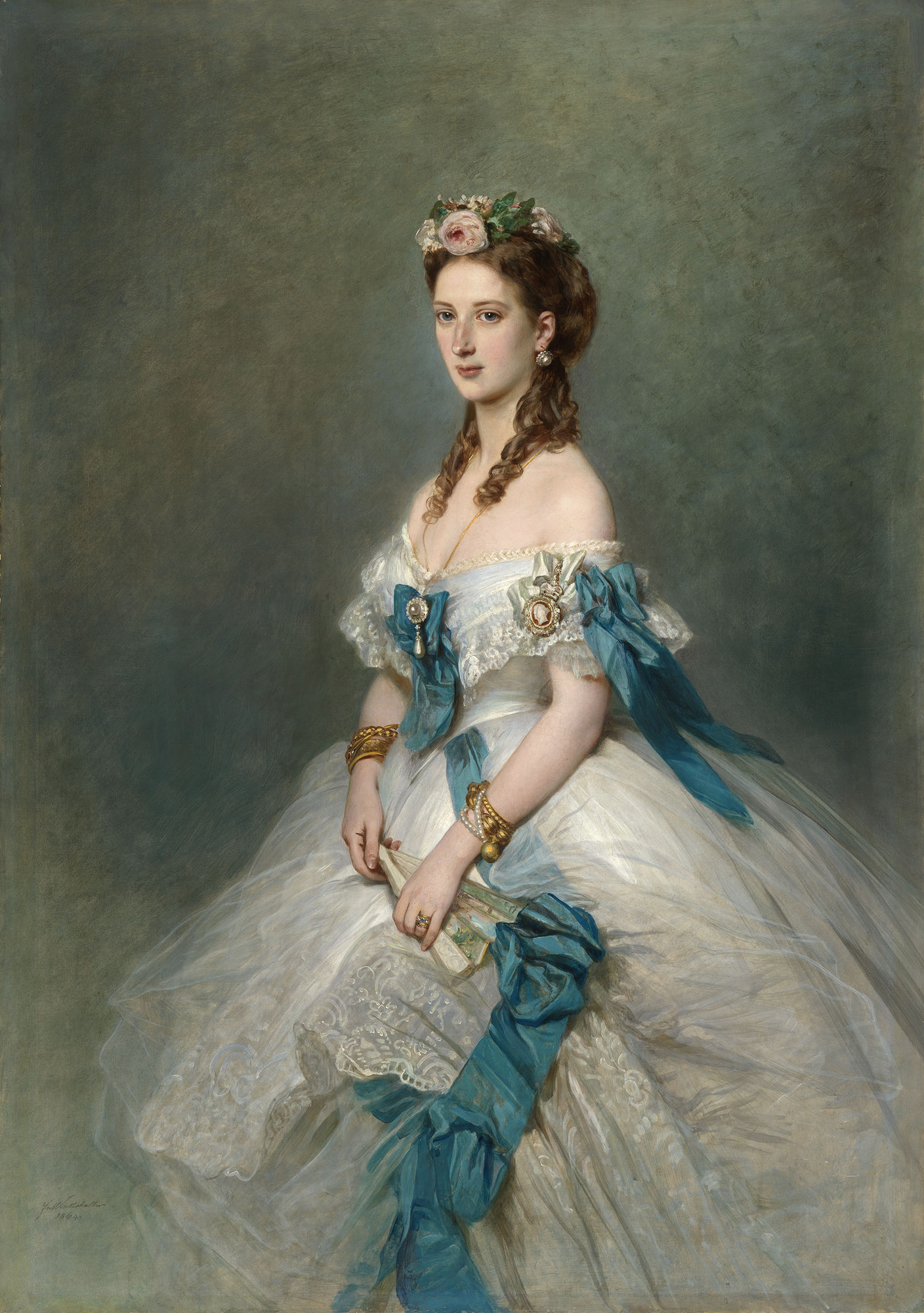
Alessandra ventenne, ritratta da Franz Xaver Winterhalter nel 1864

Dal matrimonio tra Alessandra e Edoardo VII del Regno Unito nacquero:
- Alberto Vittorio, duca di Clarence e Avondale (1864-1892)
- Giorgio V del Regno Unito (1865-1936), sposò Mary di Teck ed ebbe figli
- Luisa, principessa reale (1867-1931), sposò Alexander Duff, I duca di Fife ed ebbe figli
- Vittoria del Galles (1868-1935)
- Maud del Galles (1869-1938), sposò Haakon VII di Norvegia ed ebbe figli
- Alexander John Charles Robert Albert (1871, morto alla nascita)

## Titoli e trattamento
- 1844 - 1853: Sua Altezza Serenissima, la principessa Alessandra di Schleswig-Holstein-Sonderburg-Glücksburg
- 1853 - 1858: Sua Altezza, la principessa Alessandra di Danimarca
- 1858 - 1863: Sua Altezza Reale, la principessa Alessandra di Danimarca
- 1863 - 1901: Sua Altezza Reale, la Principessa del Galles
- 1901 - 1910: Sua Maestà, la Regina del Regno Unito
- 1910 - 1925: Sua Maestà, la regina Alessandra

Il monogramma personale della regina Alessandra.
Il monogramma personale della regina Alessandra e di re Edoardo VII del Regno Unito.
Stendardo reale della regina Alessandra del Regno Unito

## Albero genealogico
|                                                                |                         |                                        | Genitori                                    |  |  | Nonni |  |  | Bisnonni                                             |  |  | Trisnonni                                           |  |
|                                                                |                         |                                        |                                             |  |  |       |  |  | Federico Carlo di Schleswig-Holstein-Sonderburg-Beck |  |  | Carlo Antonio di Schleswig-Holstein-Sonderburg-Beck |  |
|                                                                |                         |                                        |                                             |  |  |       |  |  | Federico Carlo di Schleswig-Holstein-Sonderburg-Beck |  |  | Carlo Antonio di Schleswig-Holstein-Sonderburg-Beck |  |
|                                                                |                         | Federica di Dohna-Leistenau            |                                             |  |  |       |  |  | Federico Carlo di Schleswig-Holstein-Sonderburg-Beck |  |  |                                                     |  |
| Federico Guglielmo di Schleswig-Holstein-Sonderburg-Glücksburg |                         |                                        |                                             |  |  |       |  |  | Federico Carlo di Schleswig-Holstein-Sonderburg-Beck |  |  |                                                     |  |
|                                                                |                         | Federica di Schlieben                  | Carlo Leopoldo di Schlieben                 |  |  |       |  |  |                                                      |  |  |                                                     |  |
|                                                                |                         | Federica di Schlieben                  | Carlo Leopoldo di Schlieben                 |  |  |       |  |  |                                                      |  |  |                                                     |  |
|                                                                |                         | Federica di Schlieben                  | Maria Eleonora di Lehndorff                 |  |  |       |  |  |                                                      |  |  |                                                     |  |
| Cristiano IX di Danimarca                                      |                         | Federica di Schlieben                  |                                             |  |  |       |  |  |                                                      |  |  |                                                     |  |
|                                                                |                         | Carlo d'Assia-Kassel                   | Federico II d'Assia-Kassel                  |  |  |       |  |  |                                                      |  |  |                                                     |  |
|                                                                |                         | Carlo d'Assia-Kassel                   | Federico II d'Assia-Kassel                  |  |  |       |  |  |                                                      |  |  |                                                     |  |
|                                                                |                         | Carlo d'Assia-Kassel                   | Maria di Hannover                           |  |  |       |  |  |                                                      |  |  |                                                     |  |
| Luisa Carolina d'Assia-Kassel                                  |                         | Carlo d'Assia-Kassel                   |                                             |  |  |       |  |  |                                                      |  |  |                                                     |  |
|                                                                |                         | Luisa di Danimarca                     | Federico V di Danimarca                     |  |  |       |  |  |                                                      |  |  |                                                     |  |
|                                                                |                         | Luisa di Danimarca                     | Federico V di Danimarca                     |  |  |       |  |  |                                                      |  |  |                                                     |  |
|                                                                |                         | Luisa di Danimarca                     | Luisa di Hannover                           |  |  |       |  |  |                                                      |  |  |                                                     |  |
| Alessandra di Danimarca                                        |                         | Luisa di Danimarca                     |                                             |  |  |       |  |  |                                                      |  |  |                                                     |  |
|                                                                | Federico d'Assia-Kassel | Federico II d'Assia-Kassel             |                                             |  |  |       |  |  |                                                      |  |  |                                                     |  |
|                                                                | Federico d'Assia-Kassel | Federico II d'Assia-Kassel             |                                             |  |  |       |  |  |                                                      |  |  |                                                     |  |
|                                                                | Federico d'Assia-Kassel | Maria di Hannover                      |                                             |  |  |       |  |  |                                                      |  |  |                                                     |  |
| Guglielmo d'Assia-Kassel                                       | Federico d'Assia-Kassel |                                        |                                             |  |  |       |  |  |                                                      |  |  |                                                     |  |
|                                                                |                         | Carolina Polissena di Nassau-Usingen   | Carlo Guglielmo di Nassau-Usingen           |  |  |       |  |  |                                                      |  |  |                                                     |  |
|                                                                |                         | Carolina Polissena di Nassau-Usingen   | Carlo Guglielmo di Nassau-Usingen           |  |  |       |  |  |                                                      |  |  |                                                     |  |
|                                                                |                         | Carolina Polissena di Nassau-Usingen   | Carolina Felicita di Leiningen-Dagsburg     |  |  |       |  |  |                                                      |  |  |                                                     |  |
| Luisa d'Assia-Kassel                                           |                         | Carolina Polissena di Nassau-Usingen   |                                             |  |  |       |  |  |                                                      |  |  |                                                     |  |
|                                                                |                         | Federico di Danimarca                  | Federico V di Danimarca                     |  |  |       |  |  |                                                      |  |  |                                                     |  |
|                                                                |                         | Federico di Danimarca                  | Federico V di Danimarca                     |  |  |       |  |  |                                                      |  |  |                                                     |  |
|                                                                |                         | Federico di Danimarca                  | Giuliana Maria di Brunswick-Lüneburg        |  |  |       |  |  |                                                      |  |  |                                                     |  |
| Luisa Carlotta di Danimarca                                    |                         | Federico di Danimarca                  |                                             |  |  |       |  |  |                                                      |  |  |                                                     |  |
|                                                                |                         | Sofia Federica di Meclemburgo-Schwerin | Luigi di Meclemburgo-Schwerin               |  |  |       |  |  |                                                      |  |  |                                                     |  |
|                                                                |                         | Sofia Federica di Meclemburgo-Schwerin | Luigi di Meclemburgo-Schwerin               |  |  |       |  |  |                                                      |  |  |                                                     |  |
|                                                                |                         | Sofia Federica di Meclemburgo-Schwerin | Carlotta Sofia di Sassonia-Coburgo-Saalfeld |  |  |       |  |  |                                                      |  |  |                                                     |  |
|                                                                |                         | Sofia Federica di Meclemburgo-Schwerin |                                             |  |  |       |  |  |                                                      |  |  |                                                     |  |